# Vieska (Trnava)
|  | No s'ha de confondre amb Vieska (Banská Bystrica). |

Vieska és un poble i municipi d'Eslovàquia que es troba a la regió de Trnava, a l'oest del país.

## Història
La primera menció escrita de la vila es remunta al 1322.

## Demografia
| Godina             | 1994 | 2004   | 2014   | 2024   |
| ------------------ | ---- | ------ | ------ | ------ |
| Nombre de persones | 455  | 440    | 425    | 423    |
| Diferència         |      | −3,29% | −3,40% | −0,47% |

| Godina             | 2023 | 2024   |
| ------------------ | ---- | ------ |
| Nombre de persones | 423  | 423    |
| Diferència         |      | −1,42% |